# 1684
Năm 1684 (Số La Mã:MDCLXXXIV) là một năm nhuận bắt đầu từ ngày thứ bảy (liên kết sẽ hiển thị đầy đủ lịch) trong lịch Gregory (hoặc một năm nhuận bắt đầu từ ngày thứ ba của lịch Julius chậm hơn 10 ngày).